# Skånristjärnen
Skånristjärnen är en sjö i Ljusdals kommun i Hälsingland och ingår i Delångersåns huvudavrinningsområde. Sjön har en area på 0,14 kvadratkilometer och ligger 283 meter över havet.

## Delavrinningsområde
Skånristjärnen ingår i det delavrinningsområde (689071-151057) som SMHI kallar för Mynnar i Ulvasån. Medelhöjden är 323 meter över havet och ytan är 7,78 kvadratkilometer. Det finns inga avrinningsområden uppströms utan avrinningsområdet är högsta punkten. Vattendraget som avvattnar avrinningsområdet har biflödesordning 3, vilket innebär att vattnet flödar genom totalt 3 vattendrag innan det når havet efter 112 kilometer. Avrinningsområdet består mestadels av skog (90 procent). Avrinningsområdet har 0,14 kvadratkilometer vattenytor vilket ger det en sjöprocent på 1,8 procent.